# Julie Towers
Julie Gail Towers, nach Heirat Julie Gail Richardson, (* 12. Oktober 1976 in Taree) ist eine ehemalige australische Hockey-Spielerin, die mit der Australischen Hockeynationalmannschaft 2000 Olympiasiegerin und 1998 Weltmeisterin war.

## Sportliche Karriere
Julie Towers bestritt ihr erstes großes Turnier 1998. Bei der Weltmeisterschaft 1998 in Utrecht gewannen die Australierinnen alle fünf Vorrundenspiele. Nach einem 4:2 gegen die Argentinierinnen im Halbfinale bezwangen die Australierinnen im Finale die Niederländerinnen mit 3:2. 1999 gewannen die Australierinnen die Champions Trophy. Vier Jahre später gehörte Towers bei der Champions Trophy 2003 zum zweiten Mal zum Siegerteam. Bei den Olympischen Spielen 2000 in Sydney gewannen die Australierinnen sowohl ihre Vorrundengruppe als auch die Hauptrundengruppe. Im Finale gegen die Argentinierinnen siegten die Australierinnen mit 3:1.
2002 gewann Towers die Bronzemedaille bei den Commonwealth Games in Manchester. Bei der Weltmeisterschaft 2002 in Perth belegten die Australierinnen in der Vorrunde den zweiten Platz hinter der niederländischen Mannschaft. Im Halbfinale unterlagen die Australierinnen den Argentinierinnen mit 0:1, anschließend verloren sie das Spiel um den dritten Platz gegen die chinesische Mannschaft mit 0:2. 2004 belegten die Australierinnen in der Vorrunde der Olympischen Spiele in Athen den vierten Platz und konnten daher nur um die Plätze 5–8 spielen. Mit Siegen über die Südkoreanerinnen und die Neuseeländerinnen erreichten sie den fünften Platz.